# ماكس تادي
ماكس تادي (بالإيطالية: Massimiliano Taddei)‏ هو لاعب كرة قدم إيطالي في مركز الوسط، ولد في 18 أبريل 1991 في بونتيديرا في إيطاليا. شارك مع منتخب إيطاليا تحت 17 سنة لكرة القدم ومنتخب إيطاليا تحت 19 سنة لكرة القدم. أما مع النوادي، فقد لعب مع فيورنتينا ونادي فينيزيا.